# ناحية الخليج العربي
ناحية الخليج العربي أو الفاو الجنوبي هي ناحية عراقية مساحتها 29 كيلومتراً مربعاً في قضاء الفاو في أقصى جنوب محافظة البصرة جنوب العراق، أُسّست يوم 4 آذار سنة 1970، مطلة على شط العرب شرقاً والخليج العربي جنوباً وخور عبد الله غرباً. مركزها حوز القشلة، فيها أراضي زراعية وبساتين.

## مقاطعاتها
في سنة 1970 جُعل حوز عبد العزيز الراشد الشمالي مركزاً لناحية الخليج العربي، وكانت مساحة الناحية حينئذٍ 45 كيلومتراً، ثم في سنة 1976 ذُكِرَ حوز القشلة مركزاً لناحية الخليج، وفي سنة 2001 ذُكر أن مساحة الناحية 29 كيلومتراً.
- الجزء الجنوبي من مقاطعة أراضي الصبخ المرقمة 7.

- الجزء الجنوبي من مقاطعة الفاو المرقمة 6.[1]

## حدودها
كانت مساحة ناحية الخليج العربي 45 كيلومتراً مربعاً سنة 1970 وفي سنة 2001 ذُكر أن مساحتها 29 كيلومتراً.
يبدأ الحد من نقطة التقاء نهر بيت جبران ب(خور عبد الله) ويستمر مع خور عبد الله باتجاه الشرق والجنوب حتى اتصاله بالخليج العربي ومصب شط العرب ثم يستمر الحد نحو الشمال والشمال الشرقي معقباً شط العرب وسائراً مع الحد الدولي الفاصل بين العراق وإيران حتى يصل إلى النقطة الواقعة مقاتل مجرى نهر بيت جبران فيتجه نحو الغرب معقباً النهر المذكور حتى التقائه ب(خور عبد الله) وهي النقطة التي تبدأ منها الوصف.

## خدماتها
- البيت الصحي في الخليج.[5]
- مركز الخليج الصحي.

## التوسعة ورفضها
أعلنت بلدية الفاو في شهر كانون الأول سنة 2024 أنها بصدد توسعة للتصميم الأساسي لمدينة الفاو شاملة لناحية الخليج العربي، وذكر مدير بلديتها أن الهدف من التوسعة في ناحية الخليج العربي هو تطوير الأراضي وتوسعتها، وليس كما يدعي البعض بأنه سيتم مصادرة الأراضي والبساتين في كافة مدينة قضاء الفاو. وذكر أن ناحية الخليج تفتقر إلى أبسط الخدمات وهذه الخدمات لا يتم توفيرها إلا بعد اندماج هذه المناطق أو توسعة التصميم الأساسي للمدينة، فأعلن حينئذٍ أهالي ناحية الخليج رفضهم لمشروع تحديث وتوسيع التصميم الأساس كونه يزحف على أراضيهم ويجردهم منها على حد أقوالهم.